# Kanton Le Lude
Der Kanton Le Lude ist seit 1790 ein französischer Kanton im Arrondissement La Flèche, im Département Sarthe und in der Region Pays de la Loire; sein Hauptort ist Le Lude.

## Gemeinden
Der Kanton besteht aus 22 Gemeinden mit insgesamt 27.873 Einwohnern (Stand: 1. Januar 2022) auf einer Gesamtfläche von 605,71 km²:
| Gemeinde                 | Einwohner 1. Januar 2022 | Fläche km² | Dichte Einw./km² | Code INSEE | Postleitzahl |
| ------------------------ | ------------------------ | ---------- | ---------------- | ---------- | ------------ |
| Aubigné-Racan            | 2.131                    | 32,03      | 67               | 72013      | 72800        |
| Cérans-Foulletourte      | 3.365                    | 32,52      | 103              | 72051      | 72330        |
| Château-l’Hermitage      | 255                      | 9,39       | 27               | 72072      | 72510        |
| Chenu                    | 436                      | 30,56      | 14               | 72077      | 72500        |
| Coulongé                 | 512                      | 15,05      | 34               | 72098      | 72800        |
| La Bruère-sur-Loir       | 250                      | 11,47      | 22               | 72049      | 72500        |
| La Chapelle-aux-Choux    | 282                      | 14,43      | 20               | 72060      | 72800        |
| La Fontaine-Saint-Martin | 600                      | 13,72      | 44               | 72135      | 72330        |
| Le Lude                  | 4.016                    | 68,36      | 59               | 72176      | 72800        |
| Luché-Pringé             | 1.524                    | 49,39      | 31               | 72175      | 72800        |
| Mansigné                 | 1.550                    | 36,31      | 43               | 72182      | 72510        |
| Mayet                    | 3.186                    | 53,96      | 59               | 72191      | 72360        |
| Oizé                     | 1.325                    | 16,91      | 78               | 72226      | 72330        |
| Pontvallain              | 1.614                    | 34,88      | 46               | 72243      | 72510        |
| Requeil                  | 1.108                    | 13,89      | 80               | 72252      | 72510        |
| Saint-Germain-d’Arcé     | 346                      | 29,19      | 12               | 72283      | 72800        |
| Saint-Jean-de-la-Motte   | 955                      | 32,03      | 30               | 72291      | 72510        |
| Sarcé                    | 268                      | 10,99      | 24               | 72327      | 72360        |
| Savigné-sous-le-Lude     | 447                      | 33,84      | 13               | 72330      | 72800        |
| Vaas                     | 1.383                    | 30,14      | 46               | 72364      | 72500        |
| Verneil-le-Chétif        | 586                      | 14,81      | 40               | 72369      | 72360        |
| Yvré-le-Pôlin            | 1.734                    | 21,84      | 79               | 72385      | 72330        |
| Kanton Le Lude           | 27.873                   | 605,71     | 46               | 7208       | –            |

Bis zur landesweiten Neugliederung der Kantone im März 2015 bestand der Kanton La Flèche aus den neun Gemeinden Chenu, Dissé-sous-le-Lude, La Bruère-sur-Loir, La Chapelle-aux-Choux, Le Lude, Luché-Pringé, Saint-Germain-d’Arcé, Savigné-sous-le-Lude und Thorée-les-Pins. Sein Zuschnitt entsprach einer Fläche von 265,42 km2. Er besaß vor 2015 einen anderen INSEE-Code als heute, nämlich 7216.

## Änderungen im Gemeindebestand seit der landesweiten Neuordnung der Kantone
2018: Fusion Dissé-sous-le-Lude und Le Lude → Le Lude

## Bevölkerungsentwicklung
| 1962 | 1968 | 1975 | 1982 | 1990 | 1999 | 2006 | 2011 |
| ---- | ---- | ---- | ---- | ---- | ---- | ---- | ---- |
| 8844 | 8795 | 8743 | 9110 | 8895 | 8761 | 8718 | 8685 |